# Suad Filekovič
Suad Filekovič (Ljubljana, 1978. szeptember 16. –) szlovén válogatott labdarúgó.

## Pályafutása

### A válogatottban
2002 és 2009 között 14 alkalommal szerepelt a szlovén válogatottban. Részt vett a 2010-es világbajnokságon.

## Sikerei, díjai
MK Maribor
- Szlovén bajnok (6): 1999–00, 2000–01, 2001–02, 2002–03, 2008–09, 2010–11
- Szlovén kupa (2): 2003–04, 2009–10
- Szlovén szuperkupa (1): 2009